# Oujang Šju
Oujang Šju (kitajsko 歐陽脩, pinjin Ōuyáng Xiū) s častnim imenom Jongšu je bil kitajski zgodovinar, kaligraf, epigrafik, esejist, pesnik in politik iz dinastije Song, * 1007, † 1072.
Bil je znan pisatelj  in med svojimi sodobniki veljal za osrednjo osebnost osmih mojstrov Tanga in Songa. Oživil je gibanje klasične proze, ki sta ga začela mojstra iz dinastije Tang dve stoletji pred njim, in ga promoviral na cesarskih izpitih ter utrl pot prihodnjim mojstrom, kot sta bila Su Ši in Su Dže. 
Zanimanja Oujang Šjuja  kot pisca so bila izjemno raznolika. Kot zgodovinarja ga je cesar Rendzong iz Songa zadolžil za pisanje Nove knjige Tanga, ki je bila dokončana leta 1060. V prostem času je napisal tudi Zgodovinske zapise petih dinastij, edino knjigo v Štiriindvajsetih zgodovinah, ki jo je zasebno napisal en sam avtor. Kot pesnik je bil znan pisec žanrov žanrov cí kot ši. Največje priznanje so mu prinesla njegova prozna dela, kot je Dzujveng Tingdži. Razprave iz Oujangovega obsežnega opusa segajo od študij o vrtnicah do literarnih kritik in političnih komentarjev. 
Politično je bil Oujang Šju eden glavnih zagovornikov reform državne uprave iz 1040. let. Ko je bil glavni reformator Fan Džongjan leta 1045 odstavljen, je bil Oujang degradiran na delovna mesta izven prestolnice. V osrednjo vlado se je vrnil šele leta 1054 in se postopoma spet pomikal po birokratski lestvici navzgor, dokler ni leta 1060 postal pomočnik državnega svetnika. Iz politike se je umaknil leta 1071, potem ko je ostro in neuspešno nasprotoval novi politiki Vang Anšija, čigar karieri je zelo pripomogel. 

## Življenje

### Zgodnja leta
Rojen je bil v Sečuanu, kjer je bil njegov oče sodnik, sicer pa je njegova družina prihajala iz okraja Džišui, provinca Džjangši, takrat znanega kot Luling. Starši so bili razmeroma revni in nizkega stanu. Ko je bil star tri leta, je izgubil očeta, in odgovornost za večino njegovega zgodnjega šolanje je prevzela njegova pismena mati. Tradicionalnega šolanja si ni mogel privoščiti in je bil večinoma samouk. Na njegov razvoj so še posebej vplivali zapisi Han Juja. Leta 1030 je v tretjem poskusu pri 22 letih opravil džinši, najvišjo in zadnjo stopnjo cesarskih izpitov.

### Uradniška kariera
Po opravljenem izpitu džinši je postal sodnik v Luojangu, stari vzhodni prestolnici dinastije Tang, ter tam našel druge, ki so jih zanimala dela Han Juja. Politično je bil zgodnji pokrovitelj reformatorja Vanga Anšija, kasneje pa je postal eden njegovih najmočnejših nasprotnikov. Na dvoru so ga hkrati zelo ljubili in globoko prezirali. 
Leta 1034 je bil imenovan za zbiralca besedil na cesarski akademiji v Kajfengu in zaradi političnih zvez s Fan Džongjanom za prefekta Kajfenga. Ko je bil Fan Džongjan degradiran, ker je kritiziral glavnega svetnika in predložil predloge reform, je bil malo kasneje degradiran tudi Oujang, vendar je hkrati vzbudil pozornost reformno razmišljajočih ljudi.
Vojaške grožnje dinastij Liao in Ši Šja na severu leta 1040 so povzročile, da je Fan Džongjan ponovno postal zaželena oseba. Fan mu je ponudil delovno mesto tajnika, a je Oujang ponudbo zavrnil. Namesto tega je leta 1041 dobil delo na pripravljanju kataloga cesarske knjižnice.
Leto 1043 je za reformatorje pomenilo višek. Oujang in Fan sta spodbudila deset stopenjsko reformno platformo, imenovano Čingli, ki je med drugim vsebovala izboljšane sprejemne izpite za vladne službe, odpravo favoriziranja pri vladnih imenovanjih in povečanje plač. Nekatere od teh idej so uresničili kasneje v taki imenovani mali reformi leta 1043, sicer pa je cesar Oujangove in Fanove reforme razveljavil in oba odstavil. Oujang je bil degradiran na službovanje v provincah. Leta 1049 se je za kratek čas vrnil na dvor, potem pa je bil v času žalovanja za materjo, umrlo leta 1052, prisiljen za dve leti prenehati z delom.
Po vrnitvi v državno službo je bil leta 1060 poslan na akademijo Hanlin, zadolžen za vodenje komisije, ki je sestavljala Novo knjigo Tanga. Bil je veleposlanik Songa v Liau in izpraševalec na izpitu džinši ter delal na njegovem izboljšanju.
V zgodnjih 1060. letih je bil eden najmočnejših mož na dvoru in krati opravljal funkcije pomočnika glavnega svetnika, akademika Hanlina, namestnika komisarja za vojaške zadeve in namestnika ministra za prihodke.
Približno v času smrti cesarja Šendzonga iz Songa leta 1067 je bil Oujang obtožen več zločinov, med drugim spolnih odnosov s svojo snaho. Četudi  obtožbe niso imele nobene verodostojnosti, je preiskava škodila Oujangovemu ugledu. Njegovo prošnjo za upokojitev je cesar zavrnil in ga poslal za sodnika v Šandong in Anhui. V času službovanja v Šandongu je nasprotoval reformam, ki jih je zagovarjal Vang Anši, zlasti sistemu posojil z nizkimi obrestmi za kmete, in zavračal njihovo izvajanje. Leta 1071 mu je bilo končno dovoljeno, da se upokoji.

## Dela

### Proza
V svojih proznih delih je sledil zgledu Han Juja, ki je promoviral gibanje klasične proze. Med bivanjem v Luojangu je ustanovil skupino, ki je svoj slog "starodavne proze" postavila v javno korist. Uvrščen je med osem mojstrov Tanga in Songa. 
Med njegovimi najbolj znanimi proznimi deli je Dzujveng Tingdži (dobesedno Pripoved o paviljonu starega pijanca). Paviljon Dzujveng blizu Čudžouja je bil tako poimenovan v njegovo čast, pripoved pa govori o njegovem pastirskem življenjskem slogu med gorami, rekami in prebivalci Čudžouja. Delo je lirično in je priznano kot eden najvišjih dosežkov kitajske potopisne književnosti.

### Zgodovina
Oujang je vodil komisijo, ki je sestavila Novo knjigo Tanga in svoje delo zaključila leta 1060. Zgodovinske zapise petih dinastij je napisal kot zasebnik. Knjiga je bila odkrita šele po njegovi smrti.
Kot zgodovinarju so mu očitali kot preveliko didaktičost, vendar je imel pomembno vlogo pri uveljavljanju uporabe epigrafije kot zgodovinopisne tehnike. Epigrafija, kot tudi praksa kaligrafije, je bila predstavljena v prispevkih Oujanga kot konfucijanska estetika. V svojem zapisu o vzhodni študiji navaja, kako bi lahko literarno naravnani gospodje prosti čas izkoristili za hranjenje duševnega stanja. Praksa kaligrafije in spoštovanje pripadajočih umetniških predmetov sta bila sestavni del te daoistične preobrazbe intelektualnega življenja.
Menlong, pisatelj dinastije Ming Feng, je v svoji zbirki kratkih zgodb Gudžin Tangaj zabeležil verjetno apokrifno anekdoto o pisanju Oujanga. Kot pravi zgodba, je bil Oujang s sodelavci pred akademijo Hanlin priča nenavadnemu dogodku: konj se je prestrašil, galopiral po prometni ulici in do smrti brcnil psa, ki je tam spal. Oujang je dva sodelavca izzval, naj ta dogodek pisno opišeta. Eden je zapisal: "Pes je ležal na prometnici in konj v galopu ga je brcnil do smrti", drugi pa je zapisal: "Konj je galopiral po ulici. Ležeči pes je naletel nanj in ga ubil." Oujang je dražil svoja mlajša kolega: "Zgodovinska knjiga v vajinih rokah bi po deset tisoč zvezkih ostala nepopolna." Ko so ga vprašali, kako bi sam opisal dogodek, je Oujang z nasmehom odgovoril: "Konj v galopu je ubil psa na svoji poti."

### Poezija
Njegove pesmi so na splošno sproščene, šaljive in pogosto samograjajoče; sam se je poimenoval “Stari pijanec”. Pisal je tako ši kot ci. Njegov ši je vseboval bistvene značilnosti takratne poezije, poudarjene v zgodnjem tangovskem obdobju, in se je izogibal okrasnemu slogu poznega Tanga. Najbolj znan pa je po svojih ci. Zlasti njegov niz desetih pesmi z naslovom Zahodno jezero je dobro naravnana za nabiranje murv je pripomogel k popularizaciji žanra kot nosilca resne poezije.
Oujangova poezija, zlasti zrela dela iz 50-ih let, se je ukvarjala z novimi temami, ki so se jim prejšnji pesniki izogibali. Sem spadajo interakcije s prijatelji, družinsko življenje, hrana in pijača, starine in politične teme. Uporabil je tudi inovativen slog, ki vsebuje elemente, ki se jih je naučil iz pisanja proze. Sem spada njegova uporaba samokarikature in pretiravanja.  Oujangova poezija nosi značilnost literarne igrivosti, ki je skupna poeziji Severni Song. Mnoge pesmi imajo na primer naslove, ki kažejo, da izvirajo iz iger z rimami, in imajo vseskozi obsežne sheme rimanja.

## Zapuščina
Umrl je leta 1072 v današnjem Fujangu, Anhui. Njegov vpliv je bil tako velik, da so celo njegovi nasprotniki, kot je bil Vang Anši, pisali ganljive poklone v njegovem imenu. Vang ga je označil za največjo literarno osebnost svojega časa. 
V času dinastije Ming je bil Li Dongjang, ki se je povzpel do najvišjega uradnika akademije Hanlin, občudovalec Ouang Šjuja in ga imel za "idealen primer učenjaka-uradnika, predanega tako javni službi kot literarni umetnosti" in hvalil njegove spise zaradi mirnosti in spodobnosti.